# Lentorbis carringtoni
Lentorbis carringtoni е вид коремоного от семейство Planorbidae.

## Разпространение
Видът е разпространен в Мозамбик и Южна Африка.